# Yamandú Fau
Yamandú Fau (* 21. März 1945) ist ein uruguayischer Politiker.
Yamandú Fau begann seine politische Laufbahn ursprünglich in der Partido Colorado, wechselte jedoch ins Lager der Frente Amplio. Er hatte als Repräsentant des Departamentos Montevideo in der 42. Legislaturperiode vom 15. Februar 1985 bis zum 14. Februar 1990 ein Titularmandat als Abgeordneter in der Cámara de Representantes inne. Dazwischen war er auch kurzzeitig begleitend im Zeitraum vom 13. September 1988 bis zum 13. Oktober 1988 stellvertretender Senator in der Cámara de Senadores. Die Mandate nahm er jeweils als Vertreter der Partido Demócrata Cristiano in der Frente Amplio wahr. Auch in der gesamten 43. und 44. Legislaturperiode war er Inhaber eines Titularmandats für Montevideo in der Abgeordnetenkammer. Allerdings saß er dort im erstgenannten Abschnitt nunmehr für die Partido por el Gobierno del Pueblo, wobei er 1992 Dritter Vizepräsident der Cámara de Representantes war. Im zweiten Intervall war Fau dann wieder der Partido Colorado zugehörig. In jenem Zeitabschnitt wurde ihm vom 18. August 1998 bis zum 1. März 2000 die Leitung des Bildungs- und Kulturministeriums übertragen. Für die Partido Colorado nahm er sodann auch in der 45. Legislaturperiode ein Mandat als stellvertretender Senator vom 1. März 2000 bis zum 1. Oktober 2002 wahr. Wenige Tage nach dem Tod des Amtsvorgängers Luis Brezzo wurde Fau am 26. September 2002 zum Verteidigungsminister bestellt und führte diese Aufgabe bis zum 1. März 2005 aus.

## Zeitraum seiner Parlamentszugehörigkeit
- 15. Februar 1985 bis 14. Februar 1990 (Cámara de Representantes, 42. Legislaturperiode (LP))
- 13. September 1988 bis 13. Oktober 1988 (Cámara de Senadores, 42. LP)
- 15. Februar 1990 bis 14. Februar 1995 (Cámara de Representantes, 43. LP)
- 15. Februar 1995 bis 14. Februar 2000 (Cámara de Representantes, 44. LP)
- 1. März 2000 bis 1. Oktober 2002 (Cámara de Senadores, 45. LP)